# Öberau
Öberau ist ein Ortsteil der kreisfreien Stadt Straubing in Niederbayern.

## Lage
Der Weiler Öberau liegt etwa vier Kilometer nordwestlich von Straubing an der Öberauer Donauschleife nördlich des jetzigen Verlaufes der Donau.

## Geschichte
Über die frühe Geschichte Öberaus ist wenig bekannt. Anfang des 14. Jahrhunderts war es Regensburger Kirchenbesitz. Im Jahr 1305 übergab Graf Wernhart von Leonsberg den Chorherrn von Regensburg für den von ihm ihrer Schwaige zu Eberau zugefügten Schaden sein Vogtrecht an der Kirche zu Oberdietfurt.
Später wurde Öberau eine Hofmark des Stifts Pfaffmünster in Münster. 1551 erhielt Linhart Hochholzer zu Öberau vom Hofmarksherrn Bernhart von Waldkirch, Propst des Stiftes Pfaffmünster, Leibgedingsrechte auf dem Hof zu Öberau. 1581 wurde der Sitz des Stiftkapitels nach Straubing verlegt. 1643 wurde gemeldet, der Hof zu Öberau sei abgebrannt. Bis zur Säkularisation in Bayern blieb Öberau im Besitz des Stiftkapitels, am 26. Oktober 1803 gingen die Gerichtsrechte auf das Landgericht Straubing über, die Güter kamen zum Rentamt Straubing.
Nach der Gemeindebildung wurde Öberau ein Teil der Gemeinde Kagers, mit der es am 1. Januar 1972 im Zuge der Gebietsreform in Bayern in die Stadt Straubing eingemeindet wurde. Kirchlich gehört Öberau zur Pfarrei Stadt Straubing.
1986 wurde das Naturschutzgebiet Öberauer Donauschleife errichtet. Seit der 1994 erfolgten Inbetriebnahme der Staustufe und des Kraftwerks Straubing im Rahmen des Main-Donau-Kanals liegt Öberau nicht mehr unmittelbar an der Donau, sondern an einem Altwasser.

## Sehenswürdigkeiten
- Filialkirche Unserer Lieben Frau. Die Rokokokirche wurde 1738/1739 auf mittelalterlichen Mauern erbaut.

## Vereine
- Reitverein Straubing-Öberau